# 哈福德 (纽约州)
哈福德（英語：Harford）是位于美国纽约州科特兰县的一个镇，地处科特兰县西南部、科特兰市以南。2010年美国人口普查时，该镇有943人。最初的定居者于1803年左右到达这里。1845年，哈福德镇正式建立。